# 大村線

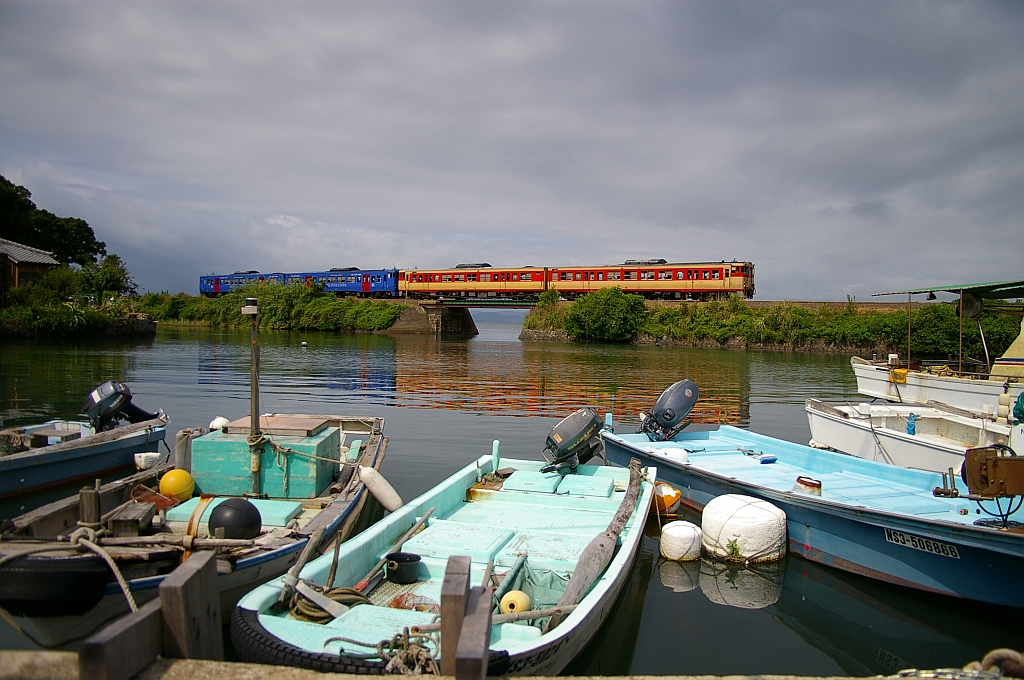
大村線的列車

大村線（日语：／ Ōmura sen */?）是一條位於日本九州長崎縣的鐵路路線，由九州旅客鐵道（JR九州）所經營，分類屬於地方交通線；起點是位於佐世保市的早岐車站，終點是位於諫早市的諫早車站。

## 路線資料
- 管轄（事業類別）：九州旅客鐵道（第一種鐵道事業者）
- 路線距離（營業距離）：47.6公里
- 軌距：1067毫米
- 站數：15個（包括起終點站）
  - 若只限屬於大村線的車站，排除起終點站（早岐站屬於佐世保線，諫早站屬於長崎本線[1]）則為13個。
- 複線路段：沒有（全線單線）
- 電氣化路段：早岐站－豪斯登堡站間（交流20,000V、60Hz）
- 閉塞方式：特殊自動閉塞式（電子符號照查式）
- 最高速度：95公里/小時

全線由長崎支社管轄。

## 使用車輛
- 気動車
  - キロシ47形（「或る列車（日语：或る列車）」用）
  - キハ40系・キハ140系（「雙星4047」用）
  - YC1系（全線）
- 電車
  - 783系（豪斯登堡站 - 早岐站間，特急豪斯登堡號、豪斯登堡接力號使用）

有臨時列車營運時，會使用其他線區的787系、817系、415系列車。817系有時也擔當豪斯登堡接力號的營運。
- 客車
  - 77系（「九州七星號」用）
- 柴電機車
  - DF200型7000番台（「九州七星號」用）

## 历史
大村線最初為九州鐵道的長崎線(鳥栖車站至長崎車站)的一部份，1907年被編入官設鐵道。1934年長崎本線(有明線)通車，本線早岐至諫早一段由長崎線分離，成為了現在的大村線。
- 1898年1月20日：九州鐵道長崎線早岐 - 大村開業，設立南風崎、川棚、彼杵、松原、大村共7站。
- 1898年11月27日：大村 - 諫早 - 長與間開業（鳥栖 - 長崎間全通），諫早站開業。
- 1907年7月1日：九州鐵道國有化。
- 1909年10月12日 ：鳥栖 - 早岐 - 長崎站間更名為長崎本線。
- 1934年12月1日：早岐 - 諫早段由長崎本線分離，更名為大村線。
- 1987年4月1日：因為國鐵分割民營化，本站由JR九州繼承。
- 1992年3月10日：設立豪斯登堡站，早岐 - 豪斯登堡交流電化（60Hz・20,000V）
- 2012年12月1日：竹松駅 - 諫早駅間啟用「SUGOCA」卡。

## 車站列表
- 停靠站
  - 普通：停靠所有車站
  - 快速、區間快速（濱海快線）：●的車站停靠，▲為每天一班下行停靠，｜的車站通過
  - 特急「豪斯登堡號列車」、「雙星4047號列車」（單向）：●的車站停靠，↑的車站通過
- 軌道（全線單線） … ◇、△、∨、∧：可列車交會（△是交會列車的一方只限豪斯登堡站發着方可交會），｜：不可列車交會
- 所有車站都位於長崎縣內

| 電氣化／非電氣化 | 中文站名     | 日文站名 | 英文站名 | 站間營業距離 | 累計營業距離 | 特急 | 區間快速 | 快速 | 接續路線                                                                     | 軌道 | 所在地            |
| ---------------- | ------------ | -------- | -------- | ------------ | ------------ | ---- | -------- | ---- | ---------------------------------------------------------------------------- | ---- | ----------------- |
| 電氣化           | 早岐         |          |          | -            | 0.0          | ●    | ●        | ●    | 九州旅客鐵道：佐世保線（博多方向、佐世保方向各有直通運行）                   | ∨    | 佐世保市          |
| 電氣化           | 豪斯登堡     |          |          | 4.7          | 4.7          | ●    | ●        | ●    |                                                                              | △    | 佐世保市          |
| 非電氣化         | 南風崎       |          |          | 0.9          | 5.6          | ↑    | ●        | ｜   |                                                                              | ◇    | 佐世保市          |
| 非電氣化         | 小串鄉       |          |          | 4.0          | 9.6          | ↑    | ●        | ｜   |                                                                              | ｜   | 東彼杵郡 川棚町   |
| 非電氣化         | 川棚         |          |          | 4.0          | 13.6         | ↑    | ●        | ●    |                                                                              | ◇    | 東彼杵郡 川棚町   |
| 非電氣化         | 彼杵         |          |          | 6.0          | 19.6         | ↑    | ●        | ●    |                                                                              | ◇    | 東彼杵郡 東彼杵町 |
| 非電氣化         | 千綿         |          |          | 4.4          | 24.0         | ●    | ●        | ｜   |                                                                              | ｜   | 東彼杵郡 東彼杵町 |
| 非電氣化         | 松原         |          |          | 4.5          | 28.5         | ↑    | ●        | ｜   |                                                                              | ◇    | 大村市            |
| 非電氣化         | 大村車輛基地 |          |          | 2.6          | 31.1         | ↑    | ●        | ▲    |                                                                              | ｜   | 大村市            |
| 非電氣化         | 竹松         |          |          | 4.3          | 32.8         | ↑    | ●        | ●    |                                                                              | ◇    | 大村市            |
| 非電氣化         | 新大村       |          |          | 0.9          | 33.7         | ●    | ●        | ●    | 九州旅客鐵道： 西九州新幹線                                                  | ｜   | 大村市            |
| 非電氣化         | 諏訪         |          |          | 1.1          | 34.8         | ↑    | ｜       | ｜   |                                                                              | ｜   | 大村市            |
| 非電氣化         | 大村         |          |          | 1.4          | 36.2         | ↑    | ●        | ●    |                                                                              | ◇    | 大村市            |
| 非電氣化         | 岩松         |          |          | 3.8          | 40.0         | ↑    | ｜       | ｜   |                                                                              | ◇    | 大村市            |
| 非電氣化         | 諫早         |          |          | 7.6          | 47.6         | ●    | ●        | ●    | 九州旅客鐵道：長崎本線（直通運行至長崎站） 西九州新幹線 島原鐵道：島原鐵道線 | ∧    | 諫早市            |